# 池田方教
池田 方教（いけだ まさのり）は、江戸時代中期の旗本。通称は角次郎、隆之助。

## 略歴
明和2年（1765年）、池田政方の五男（実は十一男）として誕生。「池田氏系譜」では明和8年（1771年）生まれとなっている。これは、兄・隆之助元智（竹中重寛）が幕府に無届で旗本竹中家に養子に入ったことに際し、既に提出されていた兄の丈夫届の辻褄を合わせるために、方教が「隆之助」であるとし、その届け出の生年を称したためである。なお、方教も丈夫届が既に出されていたため、通称の「角次郎」で出されていた届けは、弟の池田頼功が引き継いだ。
池田政朗の婿養子となり、天明2年（1782年）7月4日、遺領を継ぐが、寛政3年9月24日（1791年10月21日）、27歳（実際は21歳）で死去した。跡を養子の政富（池田政勝の三男）が継いだ。